# Servicio de Urgencias Canario
El Servicio de Urgencias Canario (fundado como Urgencias Sanitarias 061, en 1994) es la división sanitaria de la empresa pública Gestión de Servicios para la Salud y la Seguridad en Canarias (GSC), adscrita a la Consejería de Sanidad y a la Consejería de Presidencia, Administraciones Públicas, Justicia y Seguridad del Gobierno Autónomo de Canarias.
El Servicio de Urgencias Canario tiene como finalidad principal la coordinación y gestión de los servicios de asistencia y transporte sanitario urgente prehospitalario, tanto terrestre como aéreo, en las Islas Canarias. Igualmente se encarga de la gestión de la Red de Transporte Sanitario No Urgente (RTSNU).
El Servicio de Urgencias Canario se activa a través de llamada al 1-1-2. Los coordinadores sanitarios presenten en las salas operativas son los responsables de dar la respuesta sanitaria a cada incidente y movilizar, en caso necesario, los recursos que precise la asistencia, tanto en el lugar del incidente como durante su traslado a un centro sanitario.
El Servicio de Urgencias Canario lleva a cabo el transporte sanitario urgente en las Islas desde 1994, entonces bajo el nombre Urgencias Sanitarias 061. Con la puesta en marcha del 1-1-2 Canarias en 1998, este servicio cambia su teléfono de acceso, que hasta ese momento era el 061, y modifica también su denominación por la de Servicio de Urgencias Canario (SUC).

## Reseña biográfica
Con la aprobación de la Ley 11/1994, de 26 de julio, y creación en 1994 del Servicio Canario de la Salud, responsable de la asistencia sanitaria de atención primaria, especializada y urgente, el 1 de diciembre de 1994 se funda Urgencias Sanitarias 061, que en 1998, con su integración en el nuevo teléfono único de emergencias 1-1-2, cambia su denominación a Servicio de Urgencias Canario.

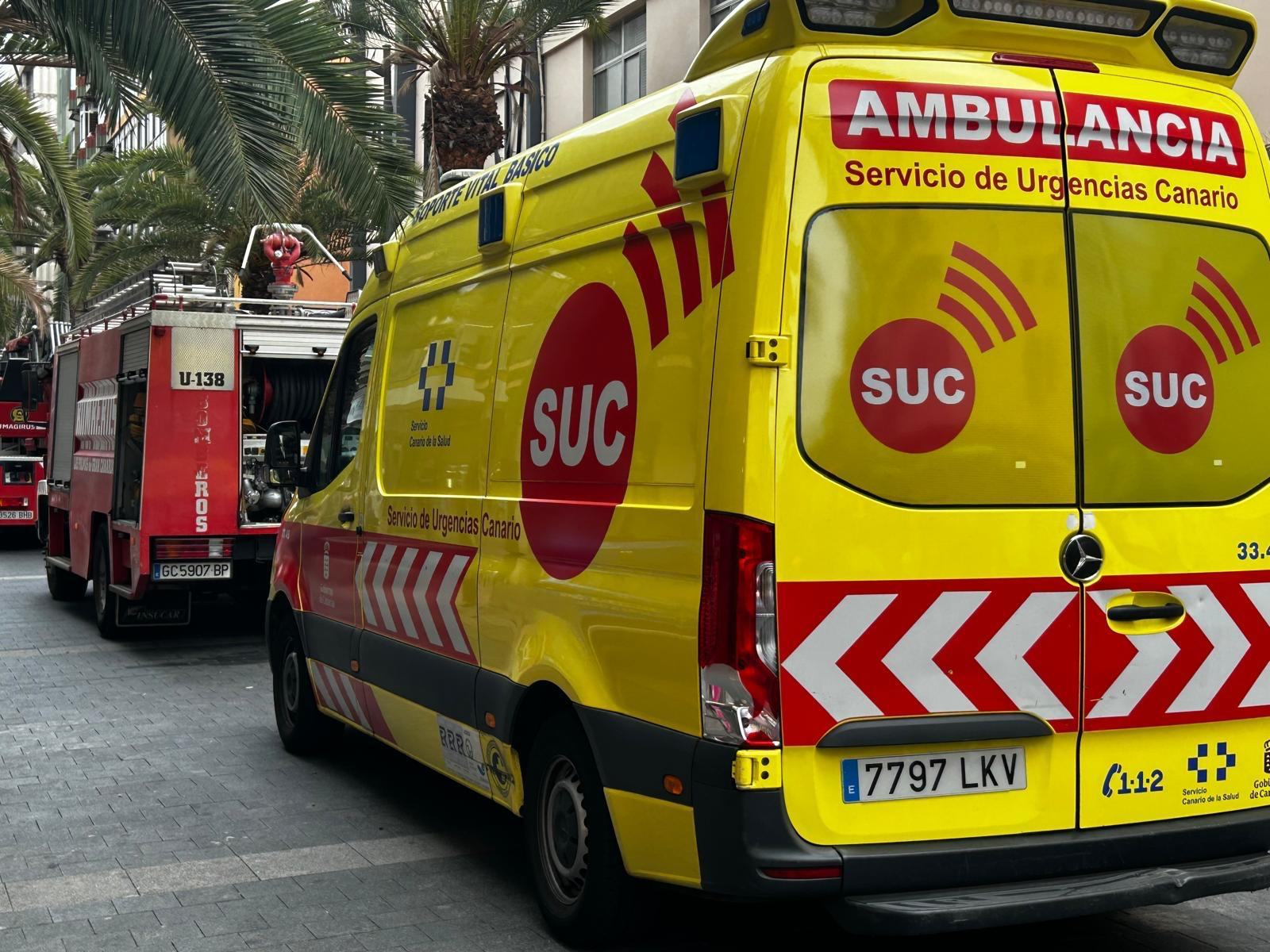
Ambulancia SVB del SUC junto al Servicio de Extinción de Incendios y Salvamento en un incendio de vivienda en Las Palmas de Gran Canaria

## Historia

### Primeros años del Servicio de Urgencias Canario[5]
Desde el año 2000 a GSC, a través del SUC, le fue encomendado los servicios de transporte sanitario terrestre de la totalidad del archipiélago canario. Esto es, no sólo el transporte sanitario urgente que ya venía realizando desde diciembre de 1994, sino también el transporte sanitario no urgente y programado, mediante ambulancias de traslado individual y colectivo.
Durante el pasado año 2002, se puso en marcha la denominada Mesa de Transporte Sanitario, creada para la gestión directa y optimización del transporte sanitario no urgente (programado y diferido). En la provincia de Las Palmas comenzó en el mes de junio, asumiendo la isla de Gran Canaria y en 25 de noviembre, Lanzarote. En la provincia de Santa Cruz de Tenerife se puso en marcha el 1 de octubre de 2002 para la isla de Tenerife. 
En el año 2003 se introducen por primera vez las ambulancias SVAe, una en Vecindario (Gran Canaria), una en Icod de los Vinos (Tenerife), y otra en el antiguo Hospital de la Virgen de las Nieves (La Palma). También se introducen los DEA en los recursos.
En noviembre del 2003 es desplazado un equipo a Galicia con motivo del vertido provocado por el buque Prestige, su objetivo fue prestar asistencia y soporte sanitario a los equipos de limpieza en la zona. 
En diciembre del año 2003 la ciudad de Bam, en Irán, es asolada por un terremoto, hasta el lugar es desplazado un destacamento del SUC, que colaboró en la asistencia de heridos en un hospital de campaña.
A lo largo del 2004 se ha asumido el control de los servicios programados de las islas de La Palma, La Gomera y El Hierro. En la provincia de S/C de Tenerife, la MTSNU ha alcanzado la segunda fase, con la gestión directa de los recursos móviles, mientras que en la provincia de Las Palmas, aun se encuentra en la primera fase, gestionando sólo la demanda, pero no el control de los recursos, que permanece delegado en las empresas de transporte. Se introduce un nuevo SVAe en Moya (Gran Canaria).
El 15 de octubre de 2004 son desplegados los dos nuevos Puestos Médicos Avanzados en el Puerto de la Luz para prestar asistencia sanitaria a la llegada de una embarcación abandonada con 176 inmigrantes a bordo.
En diciembre del año 2004 un tsunami tiene lugar en el océano índico, son destacados tres equipos del SUC dentro de la delegación de la Agencia Española de Cooperación Internacional. De los tres equipos, el primero se establece en Sri Lanka, el segundo en el puesto médico avanzado de Banda Aceh y el tercero en el aeropuerto para atender las aeroevacuaciones de helicópteros estadounidenses desde el sur de Sumatra.

Al año siguiente, en el 2005, es desplazado a Guatemala un equipo médico para prestar asistencia a la población tras el paso del huracán Stan.

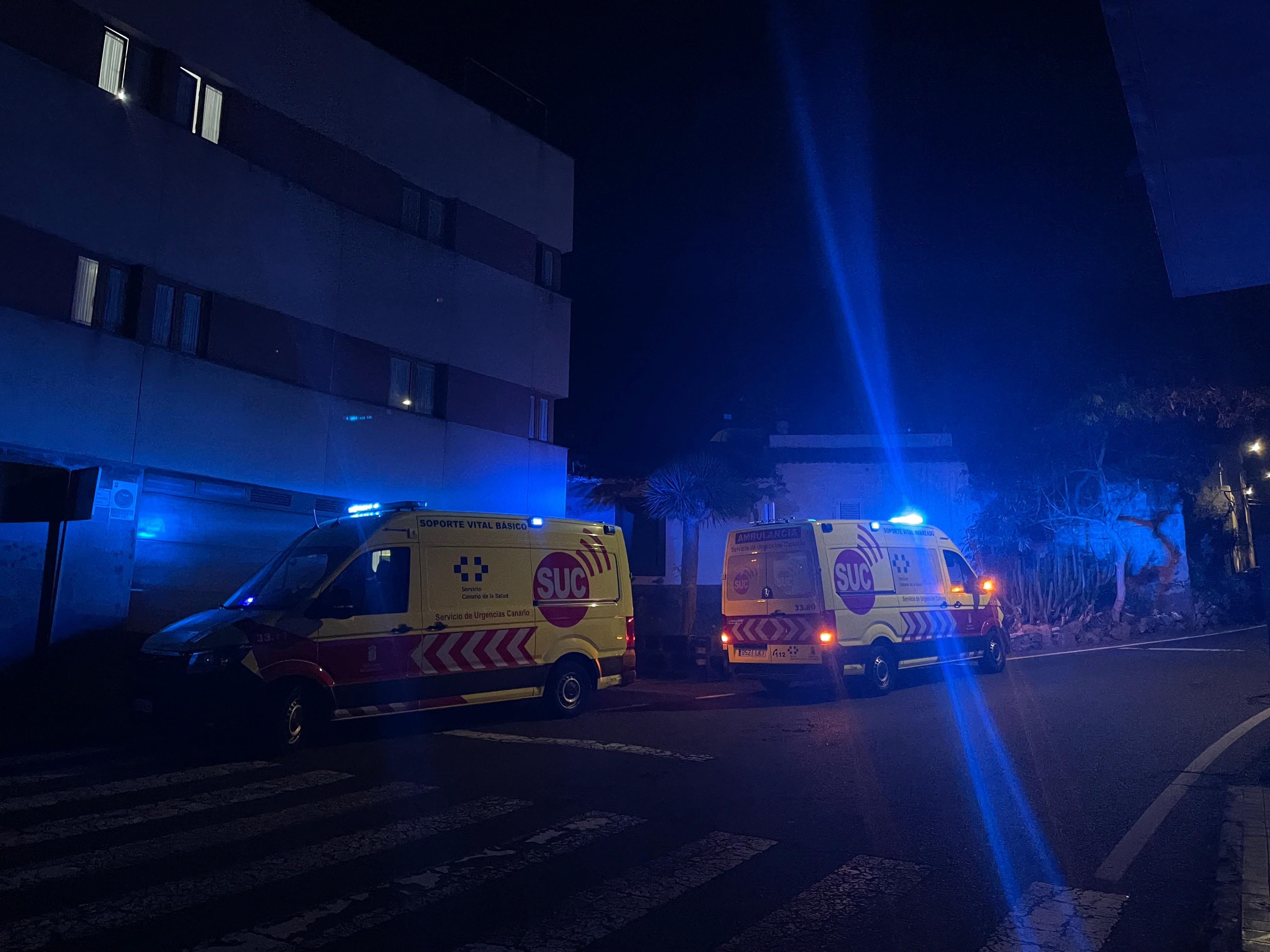
Ambulancias SVB y SVA del SUC en Arucas, Gran Canaria.

### Década del 2010
El 23/11/2011 tiene lugar una explosión en el Hotel Cordial Mogán Playa, Gran Canaria, dejando un balance de dos fallecidos y cinco heridos.
El 14/04/2016, el derrumbe de un edificio en Los Cristianos, Tenerife, deja un balance de siete fallecidos.
El 21/04/2017, son atendidos por el SUC trece heridos tras el accidente del ferry Volcán de Tamasite, Gran Canaria.
En el año 2017 la Consejería de Sanidad refuerza la red de recursos móviles, de acuerdo con el Plan de Urgencias Sanitarias de Canarias (PLUSCAN), poniendo en marcha cuatro nuevas ambulancias SVAm en las islas de Lanzarote, Fuerteventura, El Hierro y La Gomera y otra nueva ambulancia SVB en La Palma, permitiendo el traslado de la ambulancia SVAe a la capital de la Isla. A ello se une la licitación y renovación de la flota de helicópteros del SUC, comenzando a operar el modelo H145 de Airbus y dejando atrás al Agusta A109E Power, cuyo peso le impedía tomar tierra en algunas helisuperficies.

En el año 2018 es desarrollado por un grupo de trabajo multidisciplinar el Código Infarto: CODICAN, proyecto liderado por el Servicio Canario de Salud, alcanzando su implantación en el SUC.

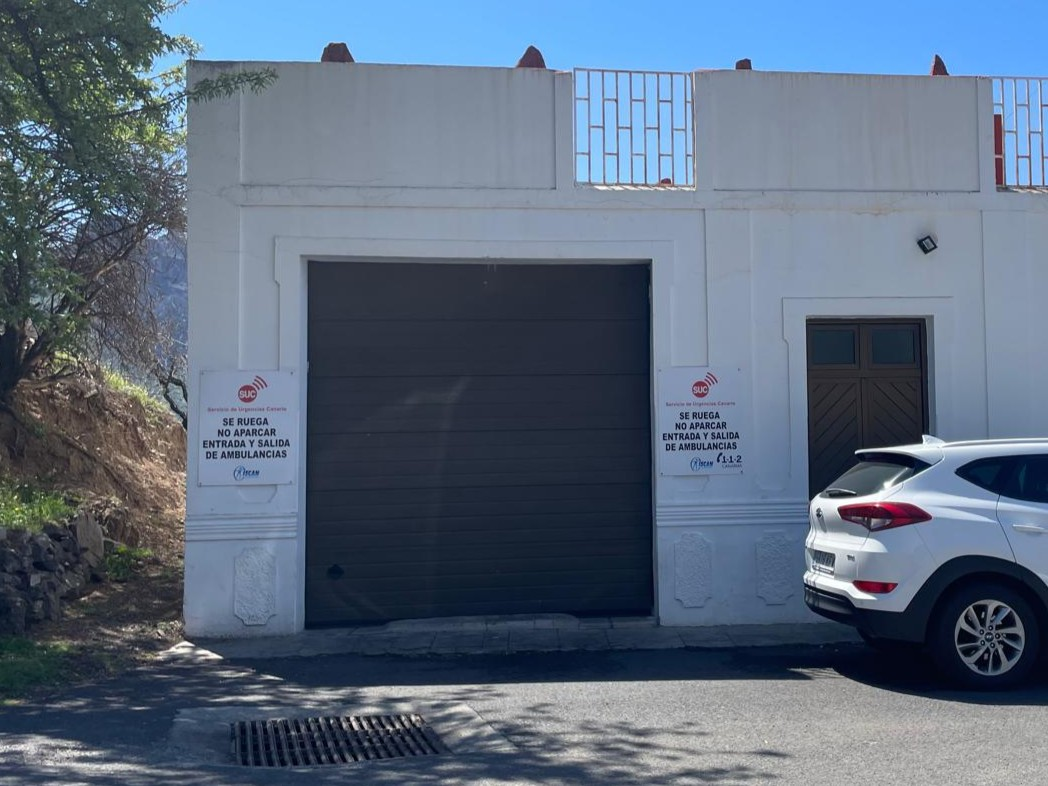
Base del SUC en el municipio de Tejeda, Gran Canaria.

### Crisis migratoria y pandemia

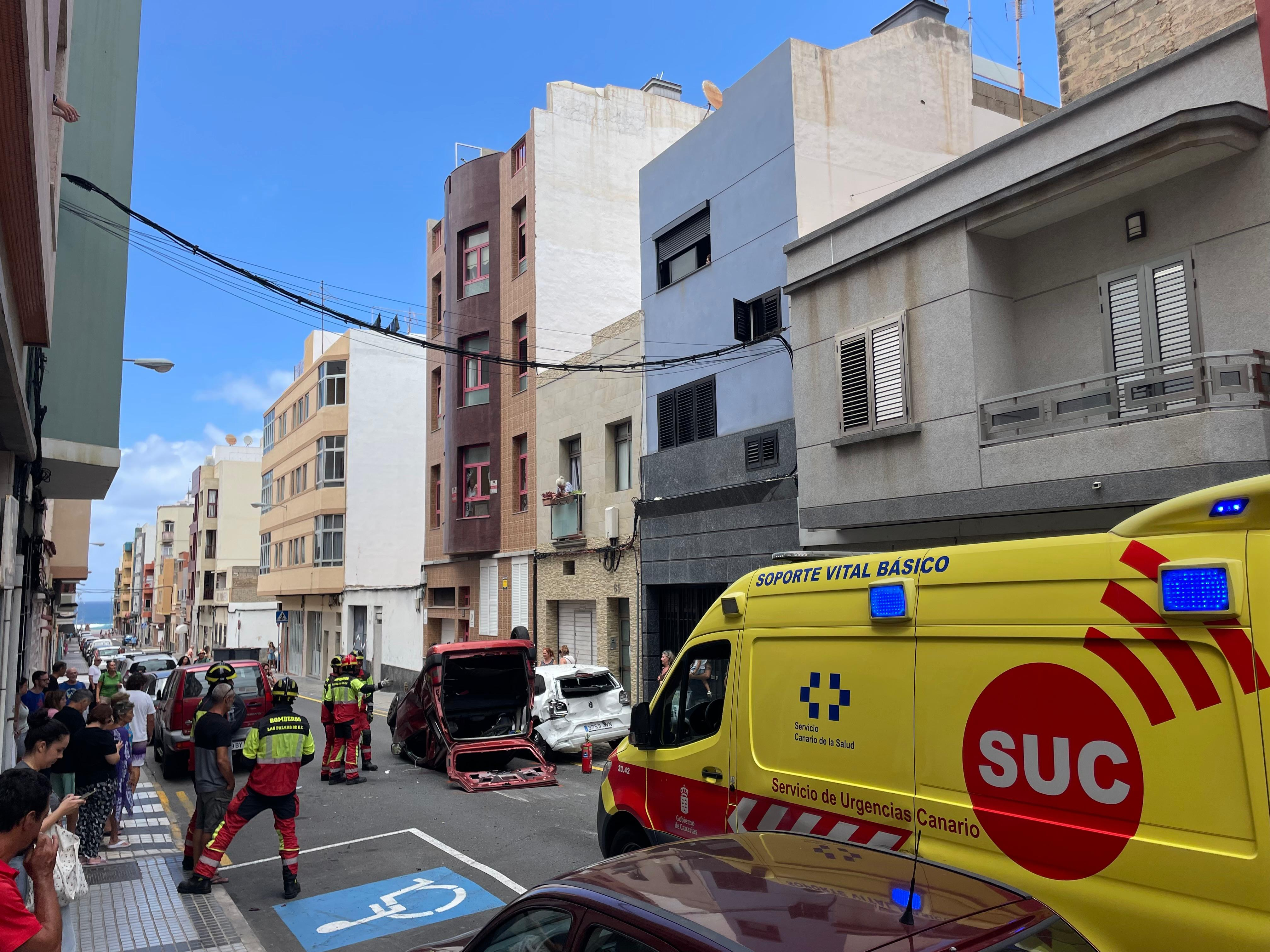
Ambulancia SVB del SUC en el vuelco de un vehículo en Guanarteme, Las Palmas de Gran Canaria

Desde el año 2018, el número de inmigrantes llegados en patera a las Islas Canarias ha ido en aumento, siendo 1.307 en ese mismo año, 2.644 en el año 2019. Pero durante el año 2020 la Ruta Canaria sufrió una exponencial activación, llegando a las Islas Canarias un total de 23.271 inmigrantes en patera procedentes de África, en el año 2021 un total de 22.316 personas, cifra que descendió para el año 2022 con un total de 15.682, pero en el año 2023 la cifra aumenta hasta los 39.910 inmigrantes llegados a las costas canarias y el ritmo aumenta hasta las 43.737 personas llegadas en el año 2024. Este fenómeno implica una mayor involucración por parte del SUC, tanto en dispositivos improvisados a pie de playa o en buques llegados a puerto como en la asistencia por urgencias sanitarias en los CATE y demás dispositivos de acogida.
En el año 2019 da comienzo a la etapa marcada por el III Concurso, renovando la flota terrestre tanto de SUC como de la Red de Transporte Sanitario No Urgente.
A finales de enero de 2020 es diagnosticado en San Sebastián de la Gomera el primer caso de COVID-19 en España, apenas unos días después, se activa el número de teléfono 900 112 061, siendo el primer servicio de información y atención al Coronavirus en España. Desde este servicio también se organizó la toma de PCR en coordinación con Atención Primaria.
Durante el año 2022 comienza la digitalización de los partes asistenciales en todos los recursos SVA del SUC, tanto terrestres como aéreos. También se pone en marcha el protocolo Código Ictus en la isla de el Hierro y se logra la Certificación de Calidad ISO9001. El 30/09/2022 se presenta en el Aeropuerto de Gran Canaria el nuevo avión de SVA, modelo Beech King Air 250 adjudicado a Eliance Aviation Global Services SLU.
En noviembre del año 2024, un equipo del SUC es desplazado a Valencia, España, con motivo de las inundaciones ocurridas tras la DANA, su intervención consistió en la prestación de asistencia sanitaria al equipo multidisciplinar coordinado por el Gobierno de Canarias.
El 13/05/2025, una fallecida, tres heridos graves, cuatro heridos moderados y tres heridos leves tras la salida de vía de una guagua del transporte regular de viajeros del Cabildo de la Gomera.
El 28/05/2025, el vuelco de un cayuco con 152 migrantes a bordo en el puerto de La Restinga deja siete fallecidos, tres heridos graves trasladados a la isla de Tenerife y tres heridos menos graves al Hospital Insular Virgen de los Reyes. 

## Medios y recursos
El SUC es un servicio público en alerta las 24 horas del día durante todo el año, que permite movilizar de forma rápida y eficaz los recursos necesarios para atender todas las urgencias sanitarias que se produzcan en cualquier punto del Archipiélago. A través de la alerta recibida en el 1-1-2, se movilizan de forma rápida y eficaz los recursos necesarios para atender a aquellas personas que ya sea por enfermedad, accidente u otra causa, necesiten asistencia sanitaria en el lugar del incidente o durante su traslado a un centro sanitario.

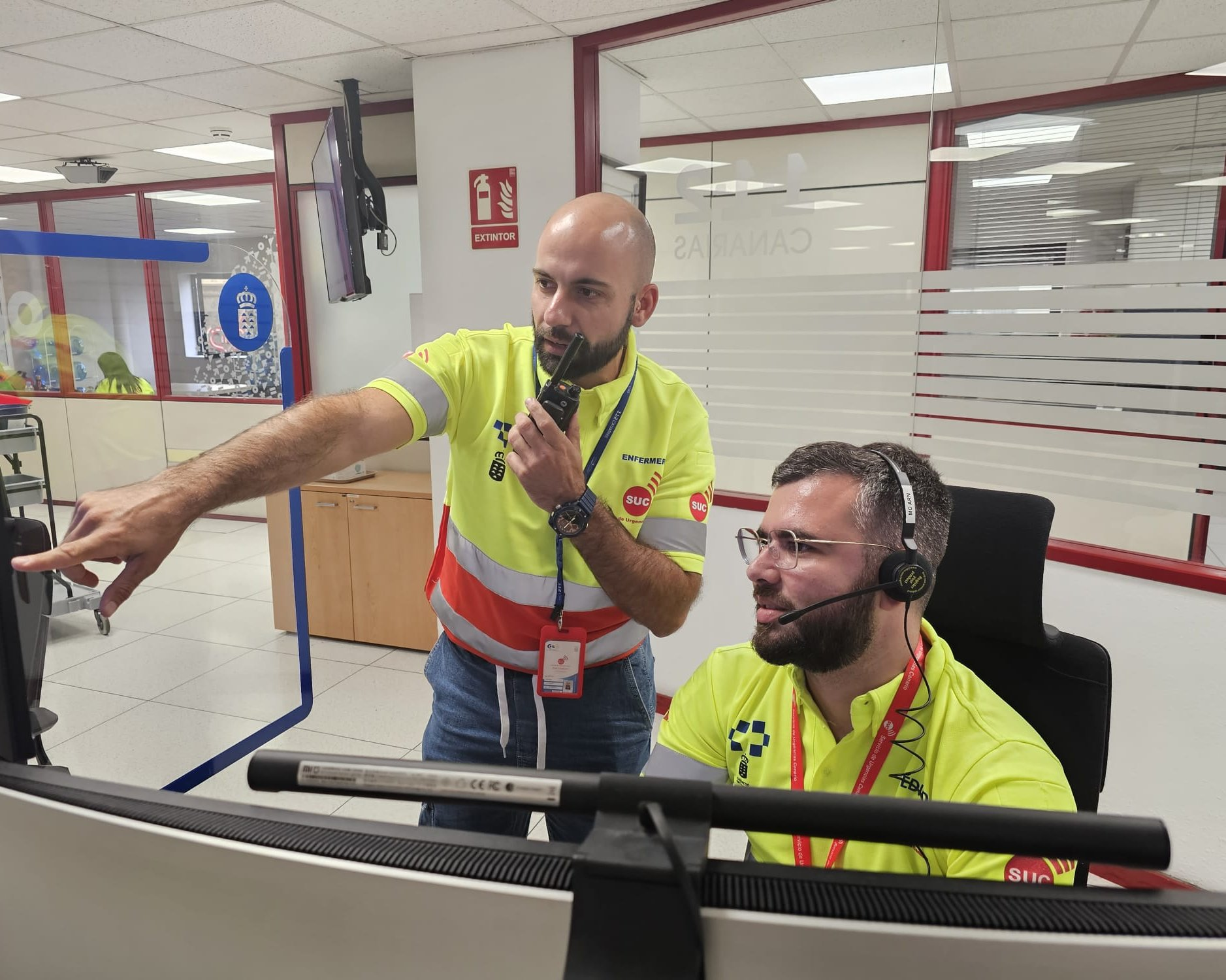
Médico y enfermero coordinador del SUC en la Sala Operativa.

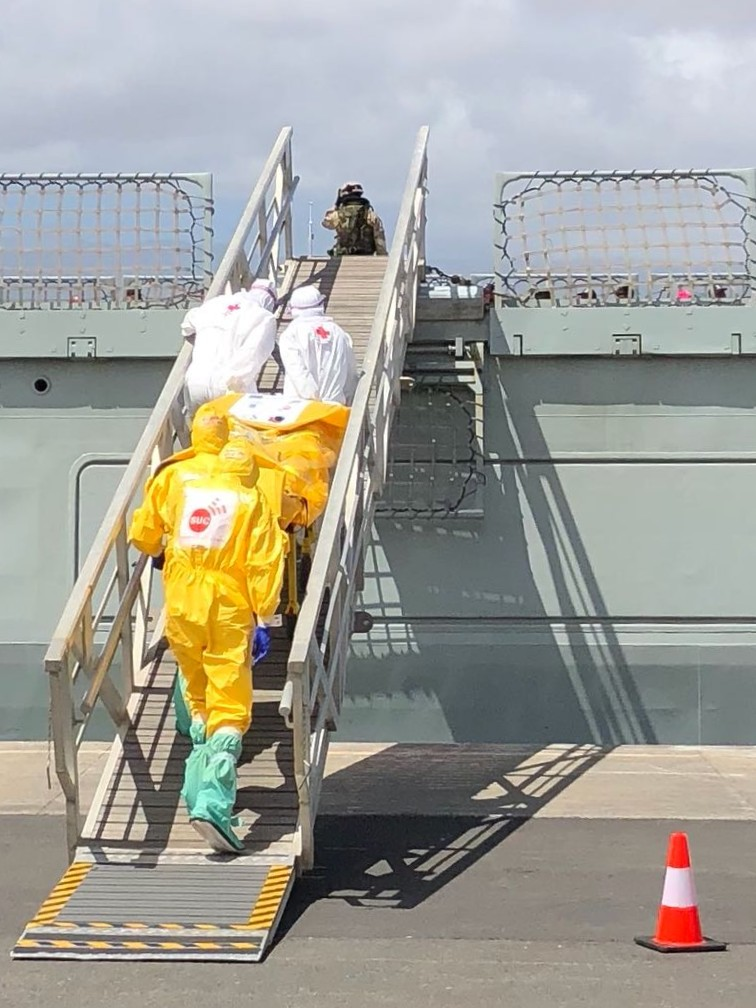
Personal del SUC provistos de EPI biológico embarcan en el P-43 Relámpago de la Armada Española en el ejercicio MARSEC 2018.

### Sala Operativa
Un equipo formado por médicos, enfermeros y gestores, en cada sala operativa, dirige este dispositivo. Los coordinadores sanitarios, presentes permanentemente en el Centro Coordinador, determinan el envío de los recursos adecuados para cada caso y ofrecen teleasistencia en caso necesario, es decir, dan instrucciones de actuación hasta la llegada de los recursos o durante el traslado de los pacientes al centro hospitalario elegido. Mientras, un gestor de recursos sanitarios realiza un seguimiento continuo de la intervención de los vehículos asignados, lo que permite al SUC conocer en todo momento la disponibilidad de su flota para su mejor optimización.

### Medios

#### Medios terrestres
Atendiendo a lo dispuesto en el Real Decreto 836/2012, de 25 de mayo, por el que se establecen las características técnicas, el equipamiento sanitario y la dotación de personal de los vehículos de transporte sanitario por carretera, las ambulancias adscritas al SUC son las siguientes: 
- Ambulancias de Soporte Vital Básico (SVB), cuya dotación personal está compuesta por dos Técnicos en Emergencias Sanitarias.
- Ambulancias de Soporte Vital Avanzado Enfermero (SVAe), cuya dotación personal está compuesta por como mínimo un Técnico en Emergencias Sanitarias y un enfermero.
- Ambulancias de Soporte Vital Avanzado Médico (SVAm), cuya dotación personal está compuesta por como mínimo un Técnico en Emergencias Sanitarias, un enfermero y un médico.

El sistema de los indicativos de las ambulancias adscritas al SUC utiliza el formato I3.NX , donde:
- I  es un número que marca la isla a la que pertenece la unidad, de Este a Oeste (1 para la isla de Lanzarote, 2 para Fuerteventura, 3 para Gran Canaria, 4 es para Tenerife, 5 para La Palma, 6 para La Gomera y 7 para El Hierro),
- 3 indica que se trata de un recurso sanitario,
- N es un número que indica el tipo de recuso sanitario: desde 1 hasta 7 son recursos SVB, los 8 son recursos SVAe y los 9 son recursos SVAm,
- X es el número secuencial que indica el número de recurso.

Los Vehículos de Intervención Rápida incorpora en su dotación a un médico, un enfermero y un gestor de recursos sanitarios con experiencia y formación de Técnico en Emergencias Sanitarias. 

Además de estos recursos, el SUC cuenta con dos Unidades Móviles para Catástrofes (UMCAT), con base en las islas capitalinas; Vehículos de Apoyo Logístico (VL); Equipos de Respuesta Sanitaria Inmediata (ERSI) para el traslado de material sanitario específico para INR/IMV y bicicletas sanitarias con material de SVB.

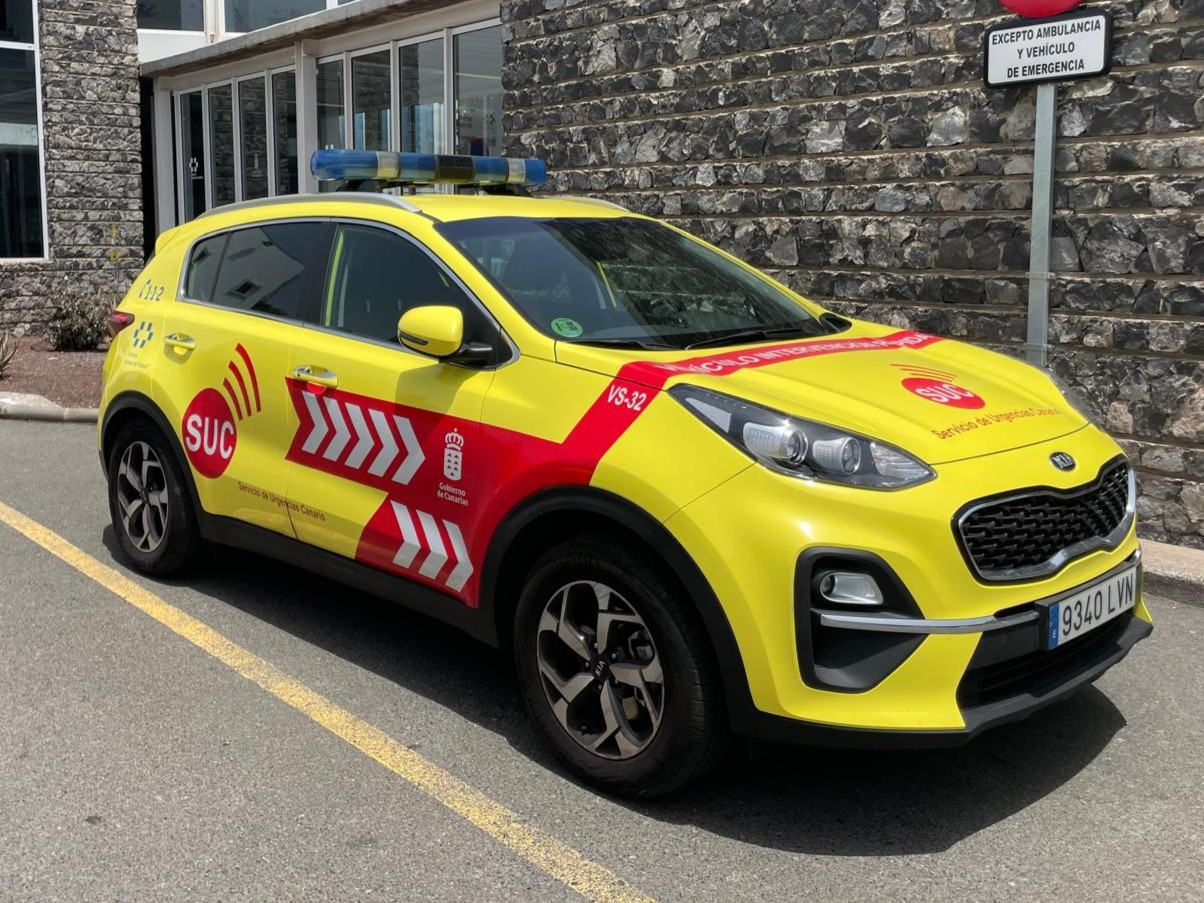
VS-32
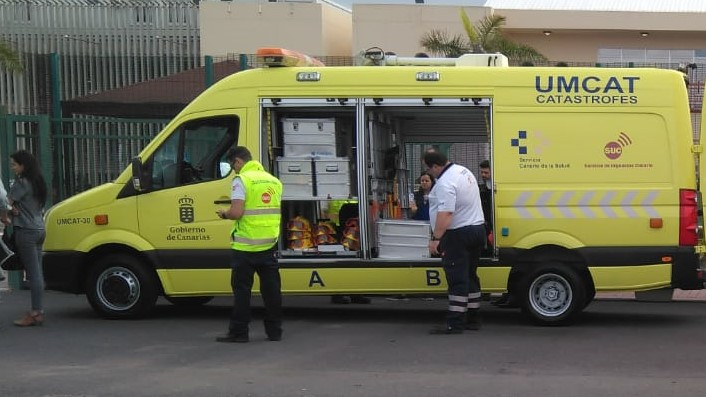
UMCAT-30
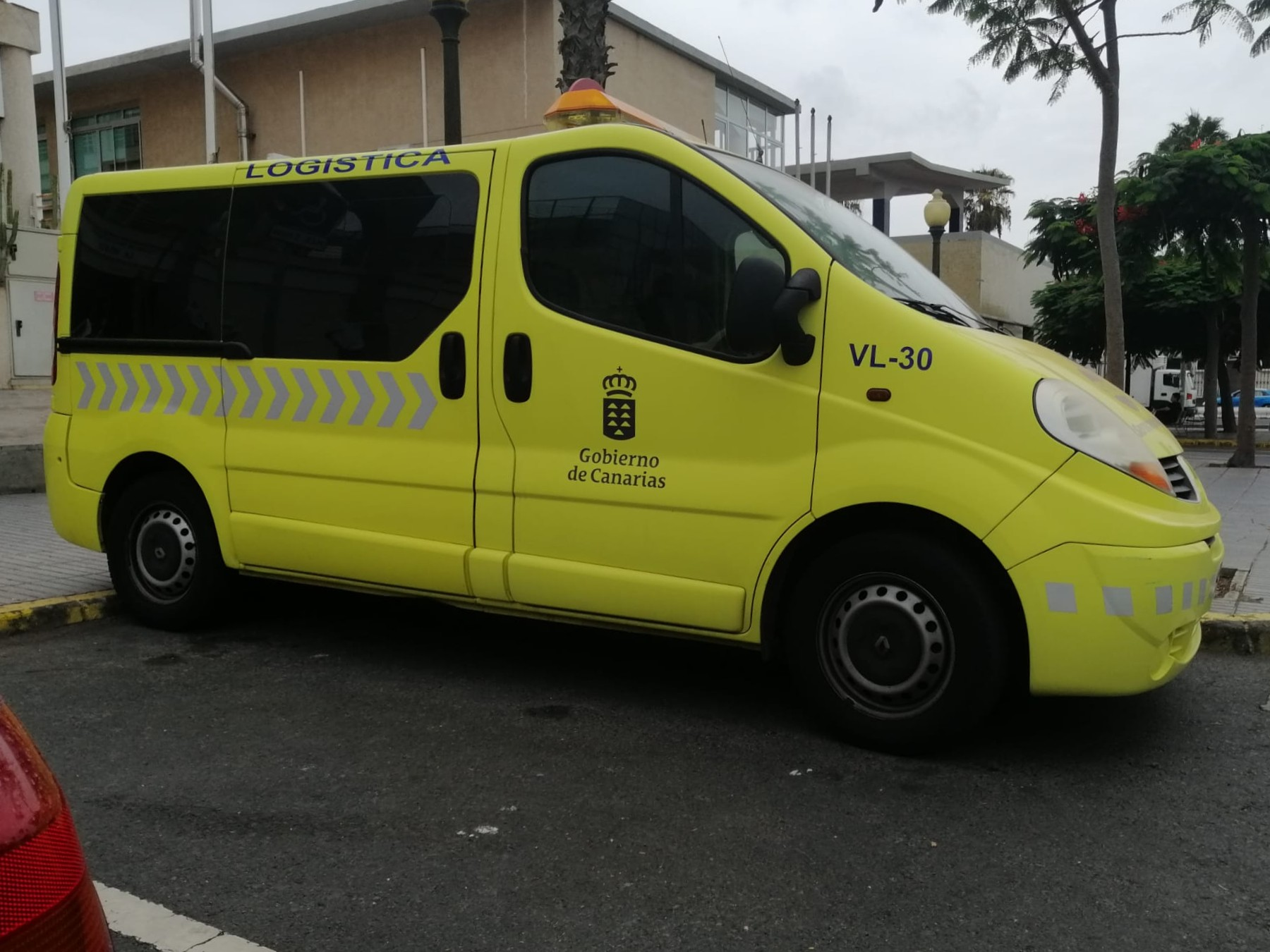
VL-30

#### Medios aéreos
Por su parte, los recursos aéreos, dos helicópteros y un avión medicalizados, cuentan entre su dotación con médicos y enfermeros asistenciales, pilotos, copilotos y mecánicos.
- AS-30 (EC-NBZ), se trata de un avión Beech King Air 250, con base en el Aeropuerto de Gran Canaria.
- AH-30 (EC-MSE), dotación de SVA embarcada en un Airbus Helicopters H145, con base en el Aeropuerto de Gran Canaria.
- AH-40 (EC-MSD), dotación de SVA embarcada en un Airbus Helicopters H145, con base en el Aeropuerto de Tenerife Sur.
- (EC-MNT y EC-OFD), helicópteros H145 de reserva.

En épocas anteriores las empresas licitadas por el SUC han hecho uso de aviones FAIRCHILD SA-226-AT Metro II, (EC-GDV), Beech Super King Air B200 (EC-GHZ) y helicópteros Bell 412EP (EC-MAZ y EC-KTR), Agusta A109E Power (EC-LGI, EC-LOD Y EC-KXO), y Eurocopter SA-365-N1 (EC-GJE, EC-GXY, EC-FOX, EC-ILN, EC-JLV y EC-GCZ).

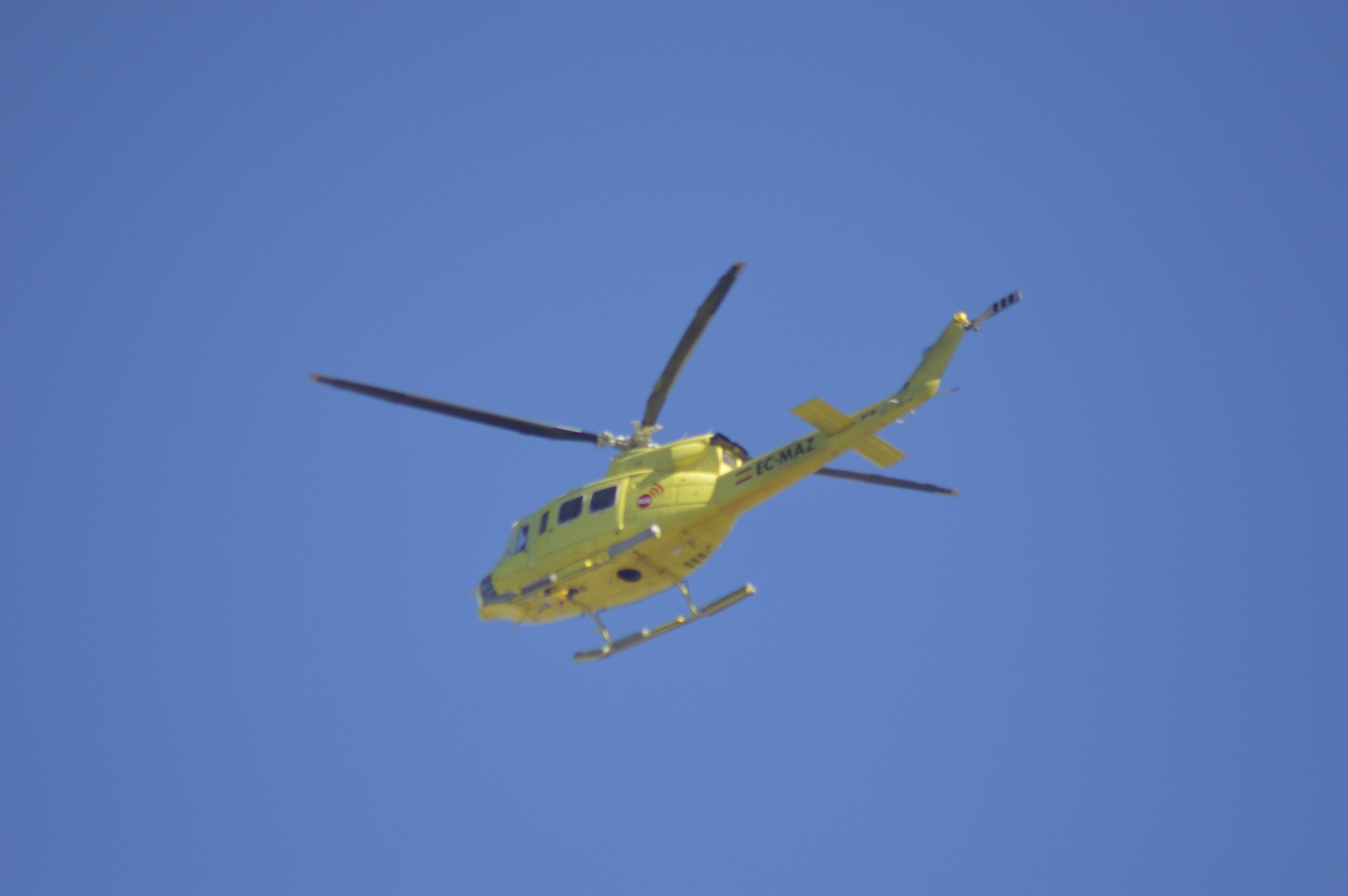
Antiguo Bell 412EP con matrícula EC-MAZ
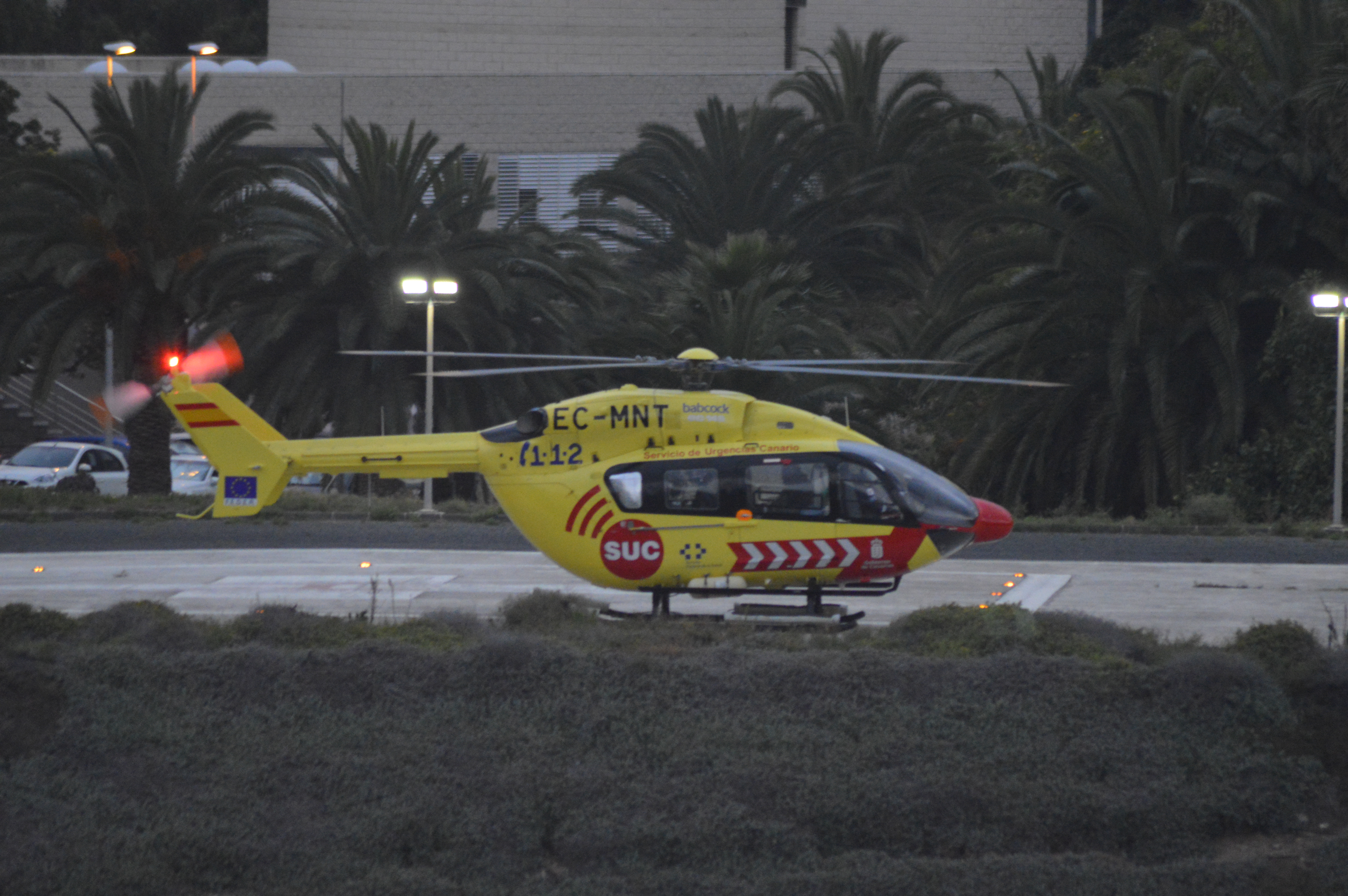
AH-40 aterrizando en la helisuperficie del Hospital Universitario de Gran Canaria

### Servicio Especial de Urgencias
Desde el año 1969 la Gerencia de Atención Primaria de Gran Canaria presta asistencia sanitaria urgente a domicilio a través del Servicio Especial de Urgencias, compuesto por un equipo multidisciplinar y bajo coordinación del CECOES-112.
En el año 2023 se decidió reforzar el Servicio ampliando el ámbito de actuación más allá de Las Palmas de Gran Canaria, como se venía haciendo hasta ahora, a los municipios limítrofes de Telde y Arucas, incorporando además enfermería a la plantilla.

Los indicativos de estos medios son 33.95, 33.96, 33.97, 33.98 y 33.99.

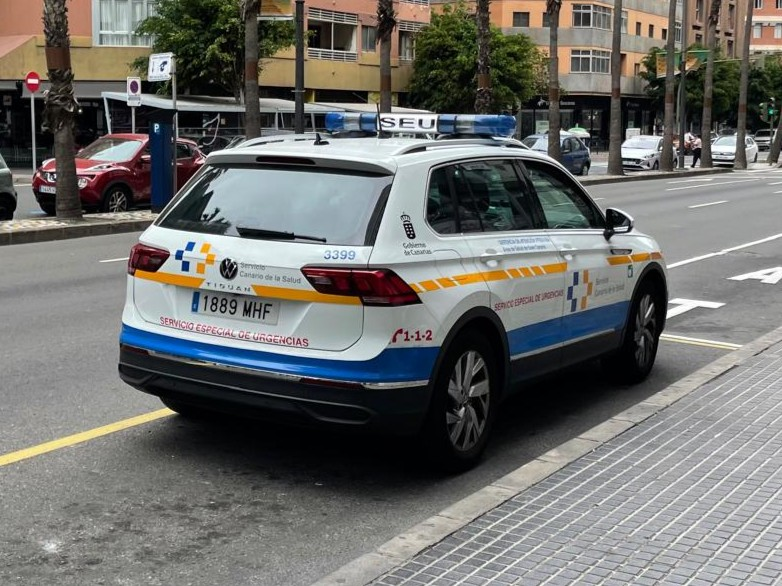
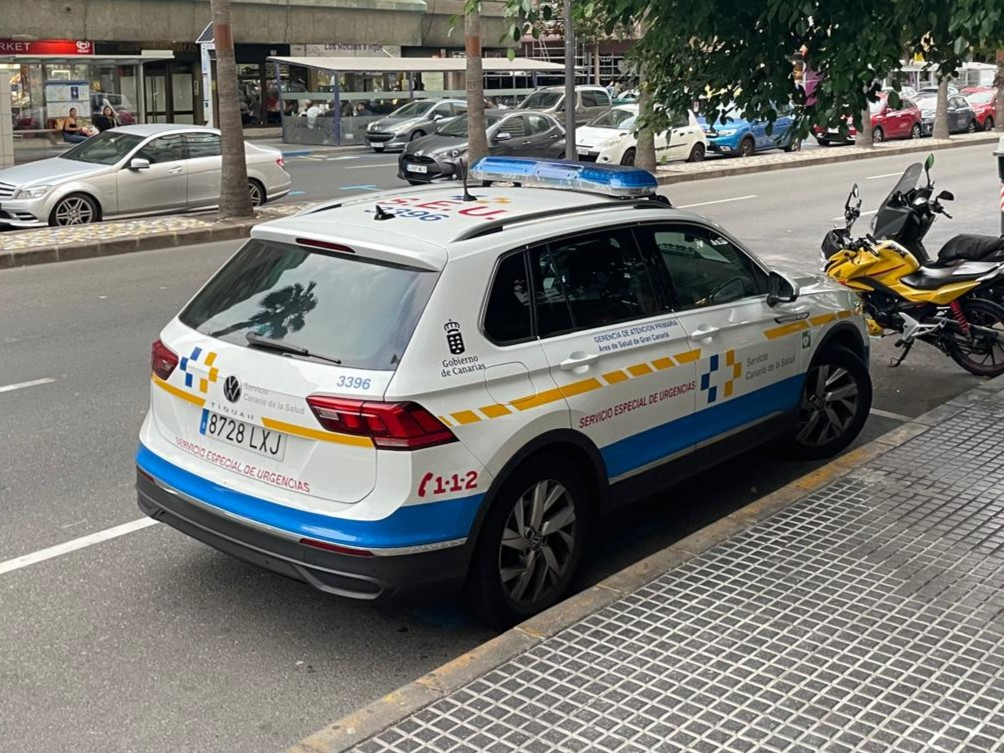
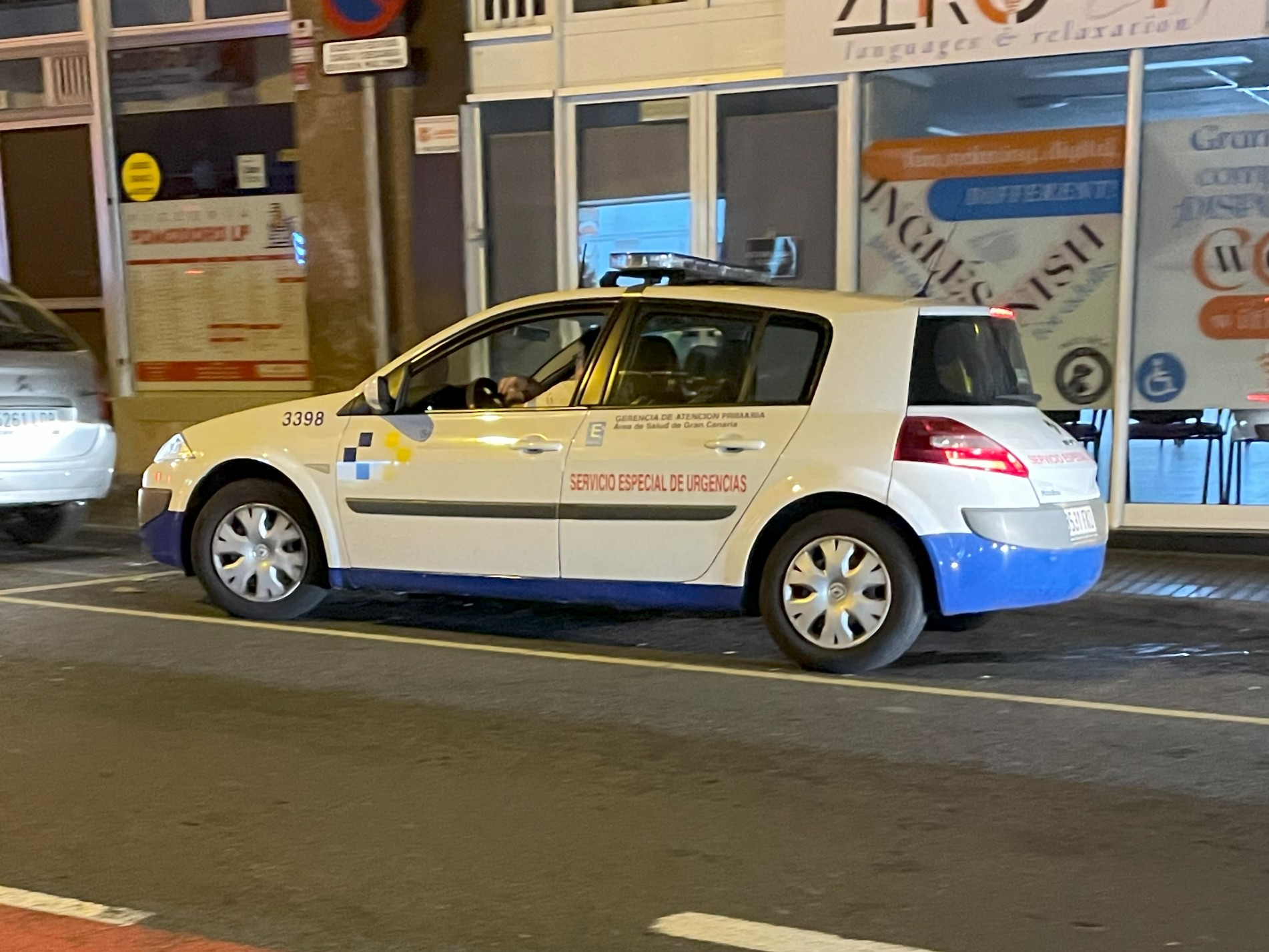
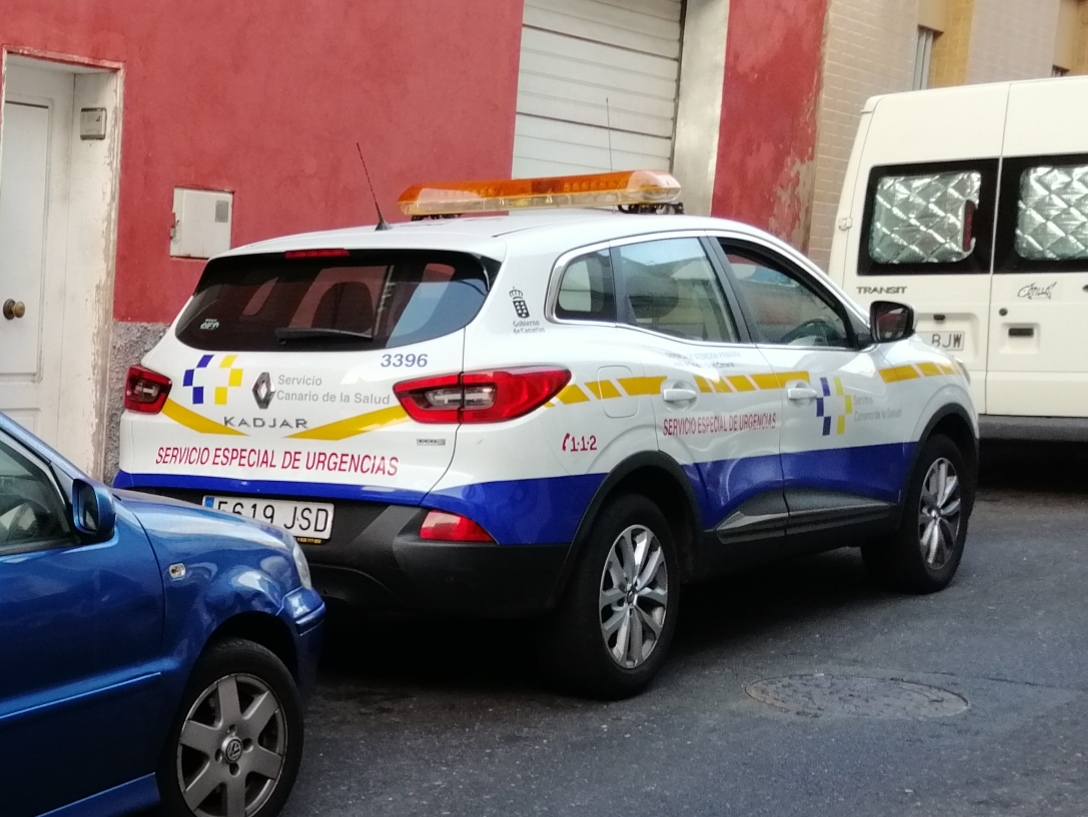

## Licitaciones

#### II Concurso (2008-2019)
- Lote 1: Gran Canaria - Zona 1. Adjudicatario ISCAN SERVICIOS INTEGRALES SL
- Lote 2: Gran Canaria - Zona 2. Adjudicatario AEROMÉDICA CANARIA SLU
- Lote 3: Gran Canaria - Zona 3. Adjudicatario AEROMÉDICA CANARIA SLU

Ambulancias del SUC y de la RTSNU con el patrón del II Concurso
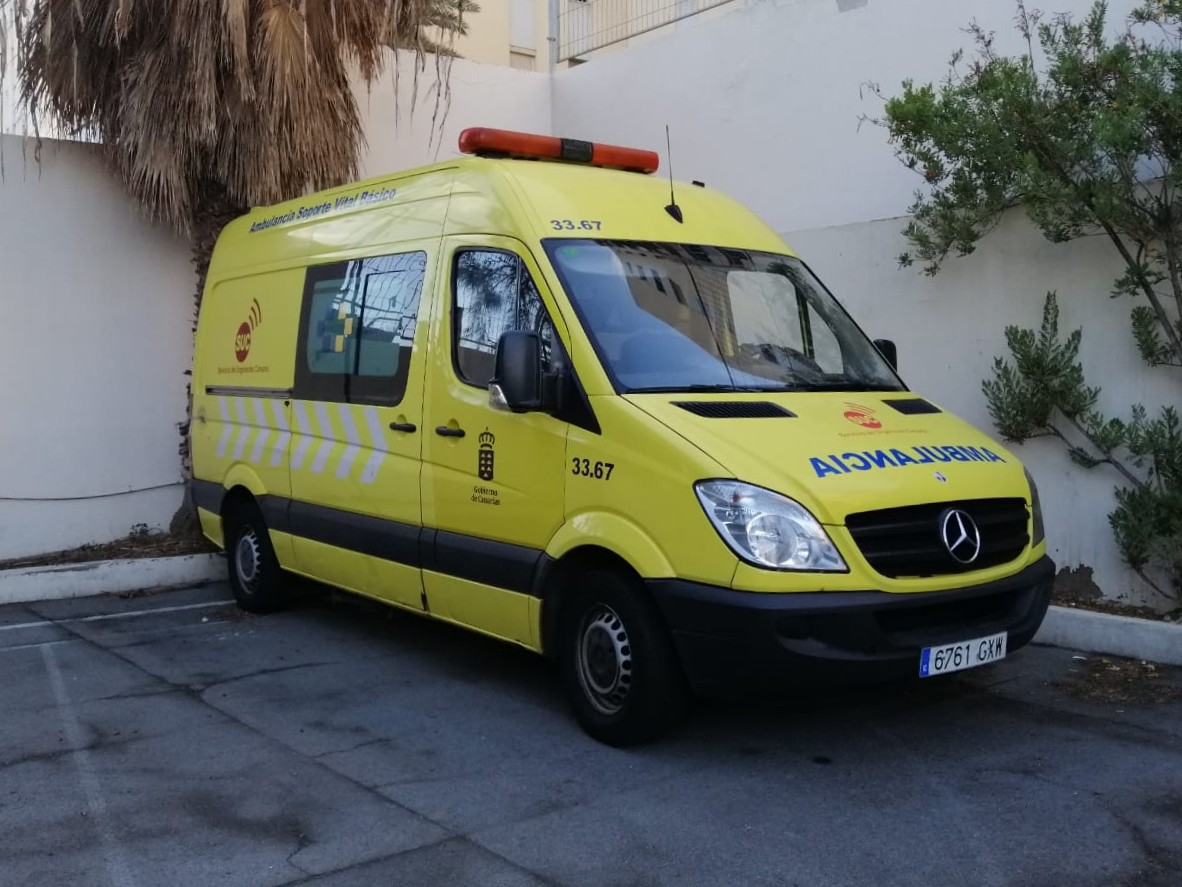
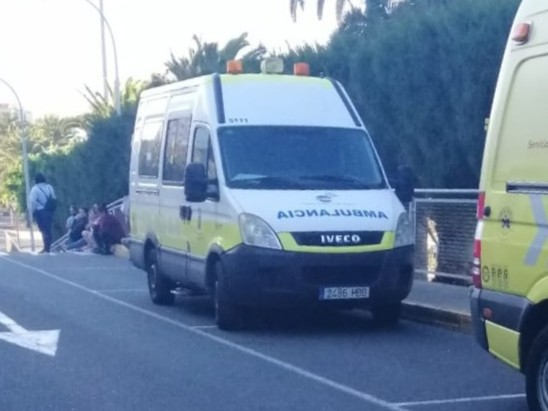
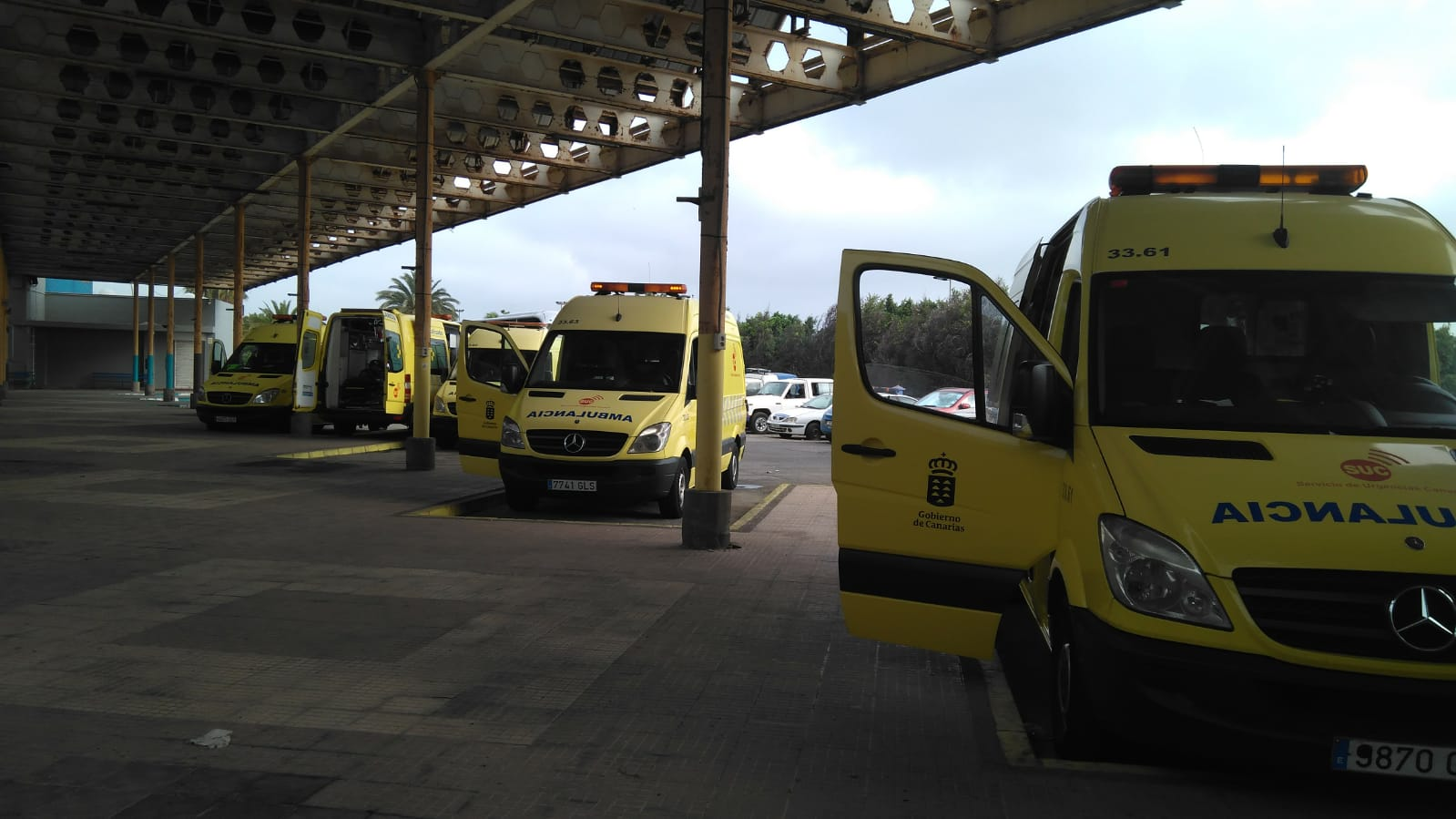
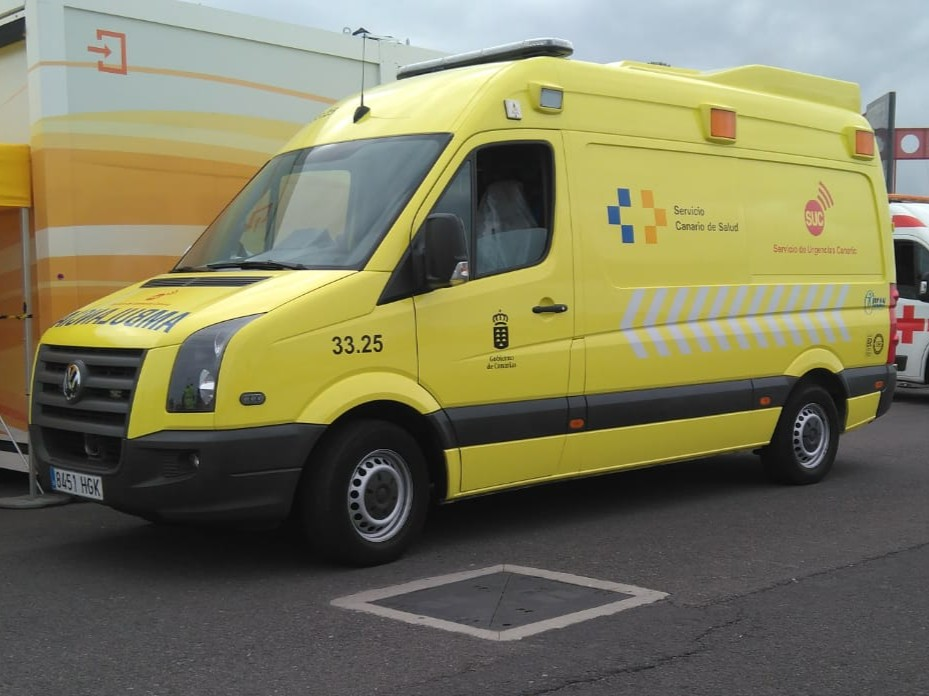
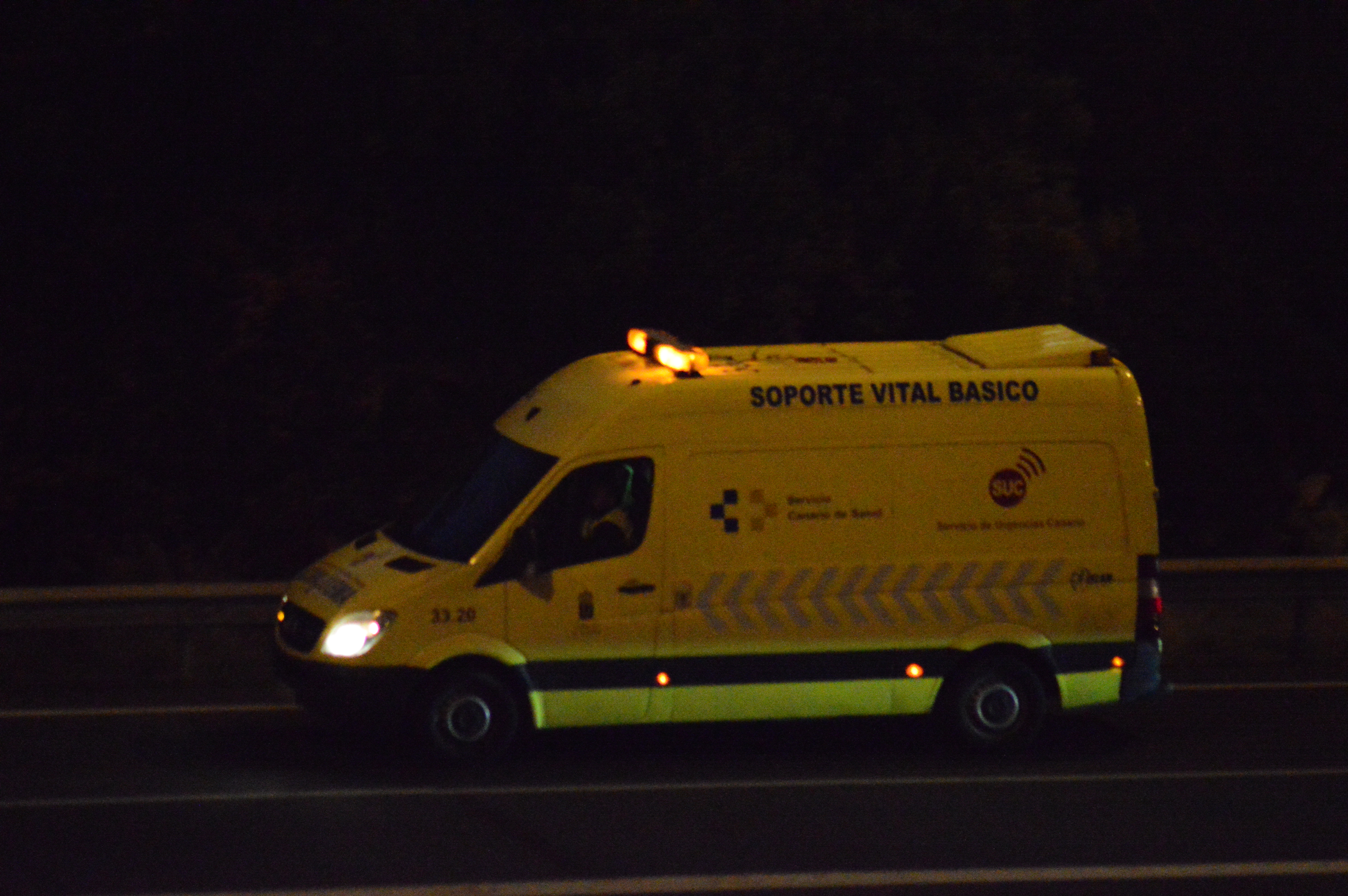

#### III Concurso (2019- Actualidad) (Duración de cuatro años, posibilidad de 2 años de prórrogas siempre que las acuerde el órgano de contratación).[26]
- Lote 1: Gran Canaria - Zona 1. Adjudicatario ISCAN SERVICIOS INTEGRALES SL
- Lote 2: Gran Canaria - Zona 2. Adjudicatario TRANSPORTE AÉREOS SANITARIOS ISLEÑOS, S.A.
- Lote 3: Gran Canaria - Zona 3. Adjudicatario ISCAN SERVICIOS INTEGRALES SL
- Lote 4: Tenerife - Zona 4. Adjudicatario TRANSPORTE AÉREOS SANITARIOS ISLEÑOS, S.A
- Lote 5: Tenerife - Zona 5. Adjudicatario TRANSPORTE AÉREOS SANITARIOS ISLEÑOS, S.A
- Lote 6: Tenerife - Zona 6. Adjudicatario TRANSPORTE AÉREOS SANITARIOS ISLEÑOS, S.A

Ambulancias del SUC con el patrón del III Concurso (vigente)/
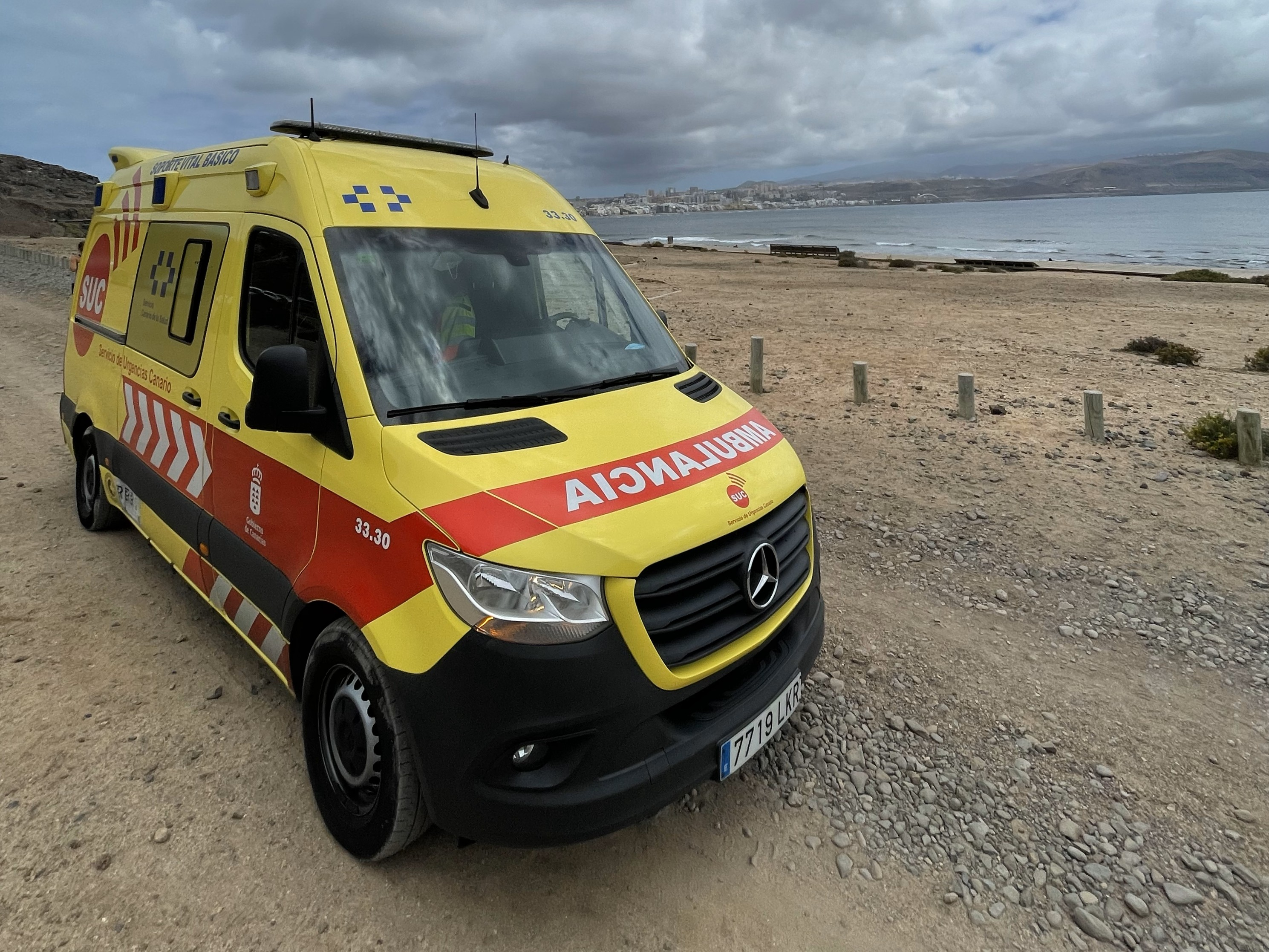
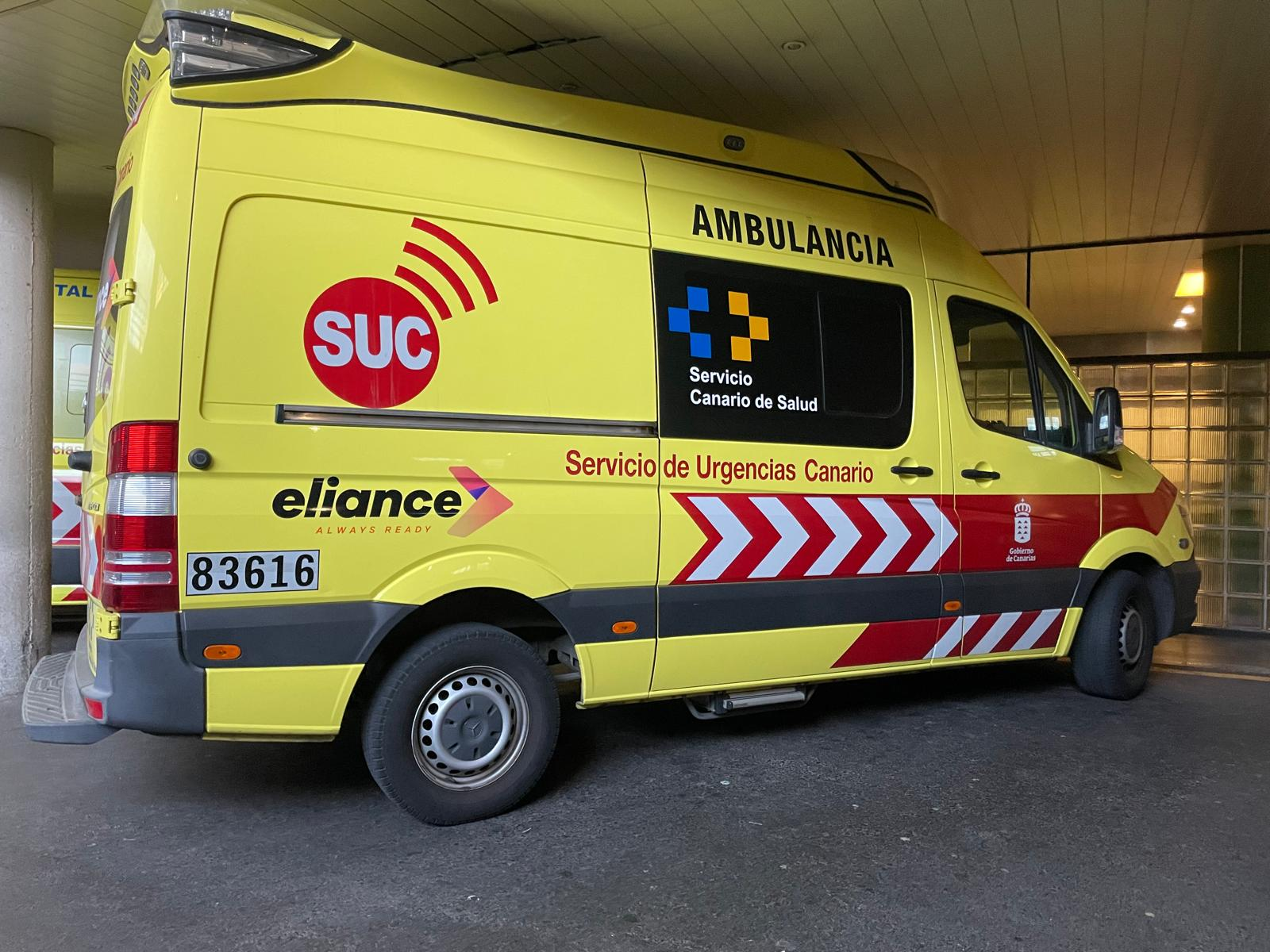
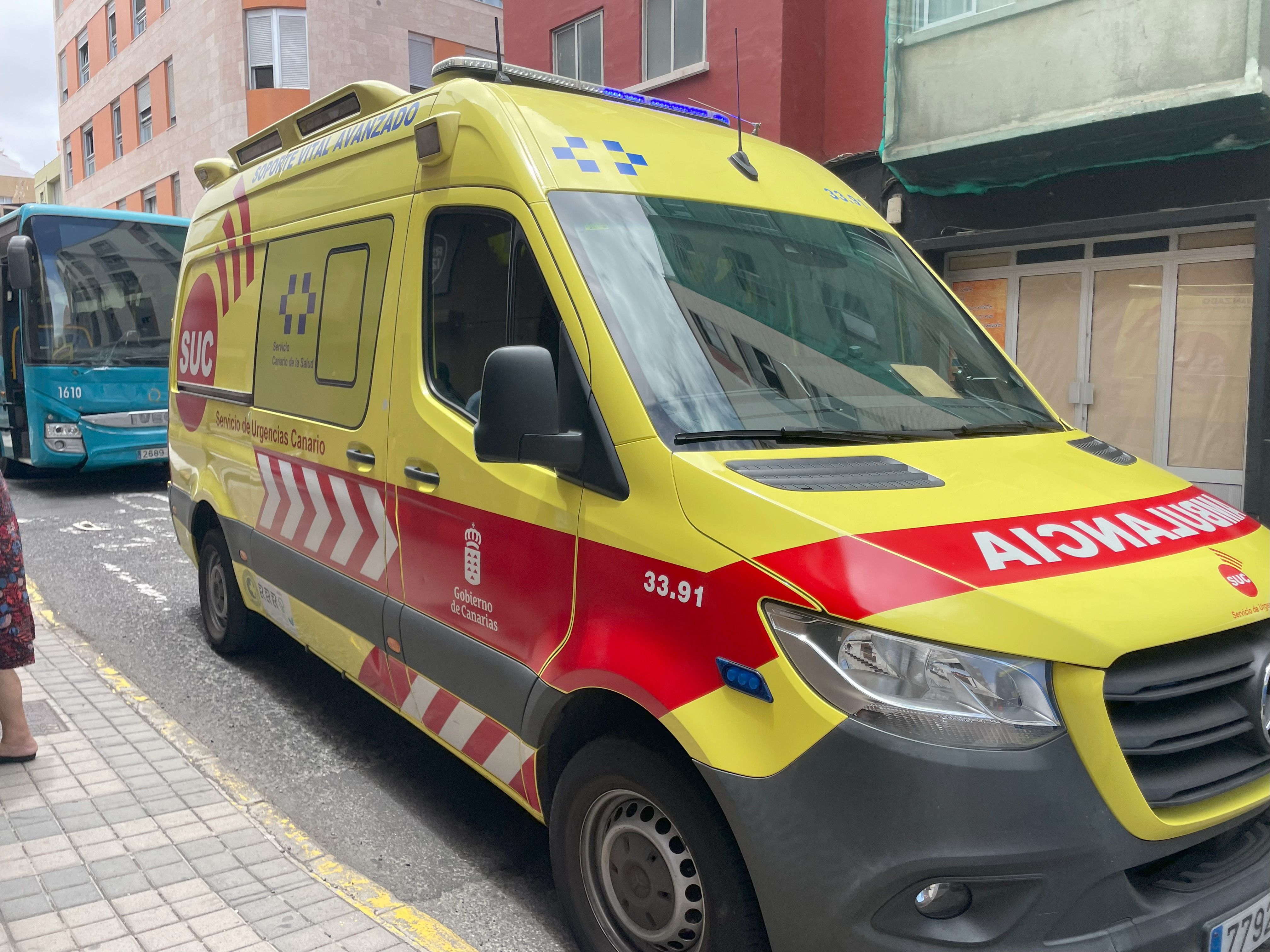
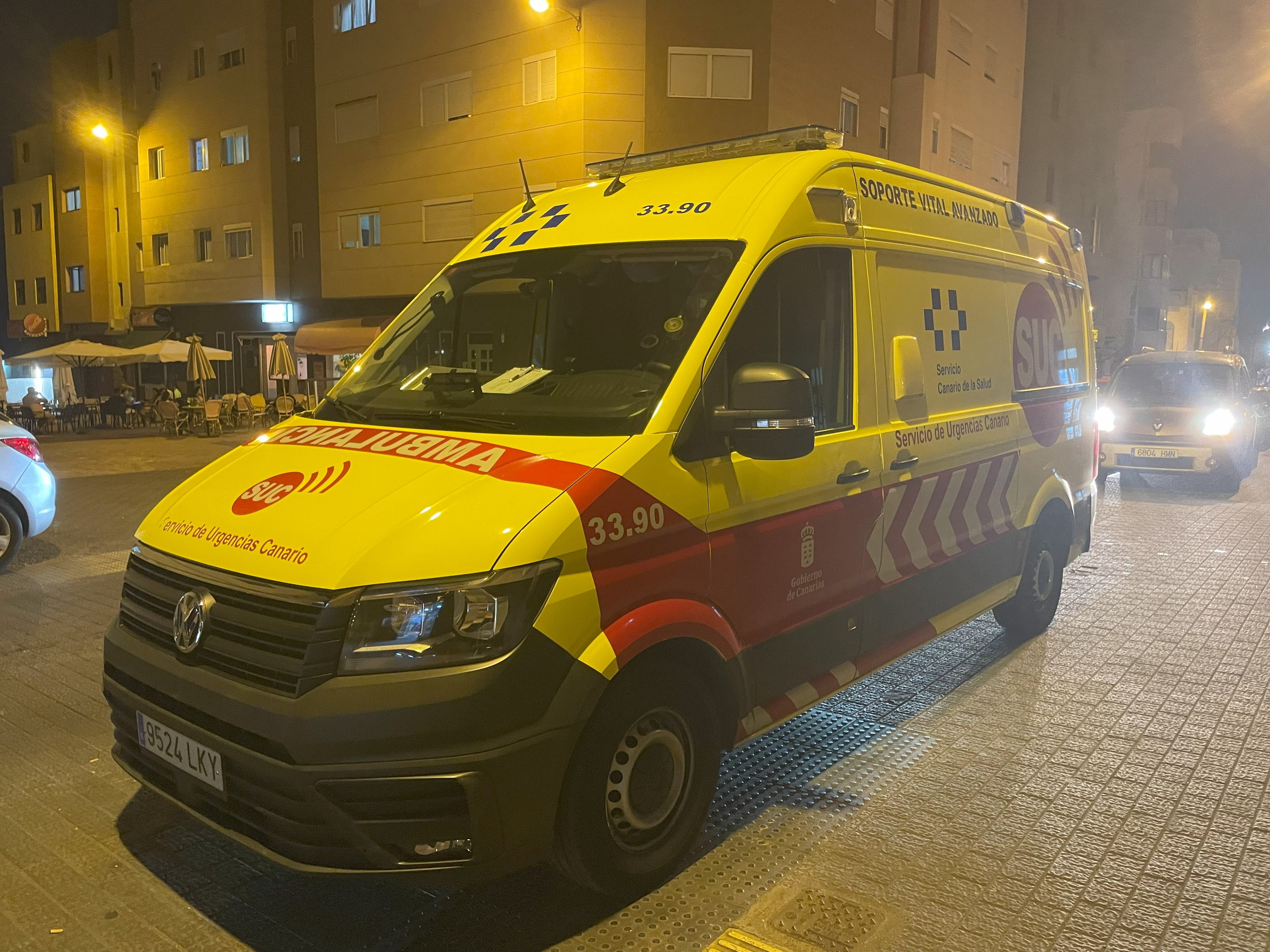

## Siniestralidad en el servicio
- 30/03/2004, en San Bartolomé de Tirajana, Gran Canaria, un Eurocopter SA-365-N1, matrícula EC-GJE, del SUC se disponía a tomar vuelo para trasladar a dos víctimas al Hospital Doctor Negrín. Al poco de su despegue, las hélices del helicóptero impactaron contra el tendido eléctrico de la zona y cayó al suelo, fallecieron los tres tripulantes y las dos víctimas.[27]
- 16/03/2017, en Santa Lucía de Tirajana, Gran Canaria, siete heridos en la colisión entre una ambulancia de Soporte Vital Básico, 33.58, y un turismo.[28]
- 02/10/2021, en Las Palmas de Gran Canaria, una colisión por alcance de la unidad 33.31 deja seis heridos.[29]
- 17/12/2021, en Puerto de la Cruz, Tenerife, un herido tras una colisión de la unidad 43.14.[30]
- 29/03/2022, en Tenerife, accidente leve del AH-40.
- 24/01/2023, en Las Palmas de Gran Canaria, una ambulancia de Soporte Vital Básico es golpeada mientras estaba estacionada atendiendo un servicio.
- 15/06/2023, en Santa Cruz de Tenerife, accidente del recurso 43.38.
- 30/10/2023, en Santa Cruz de Tenerife, seis heridos tras el accidente del recurso 43.35 en la Avenida Ángel Romero.
- 22/03/2024, en Las Palmas de Gran Canaria, colisión lateral entre el recurso 33.57 y un turismo, con dos heridos.
- 02/09/2024, en Puerto de la Cruz, Tenerife, vuelco de la unidad 1138 de la RTSNU.[31]
- 06/10/2024, en Las Palmas de Gran Canaria, la unidad 33.30 es alcanzada por un conductor en estado de embriaguez, tres heridos.[32]

## Galería de medios

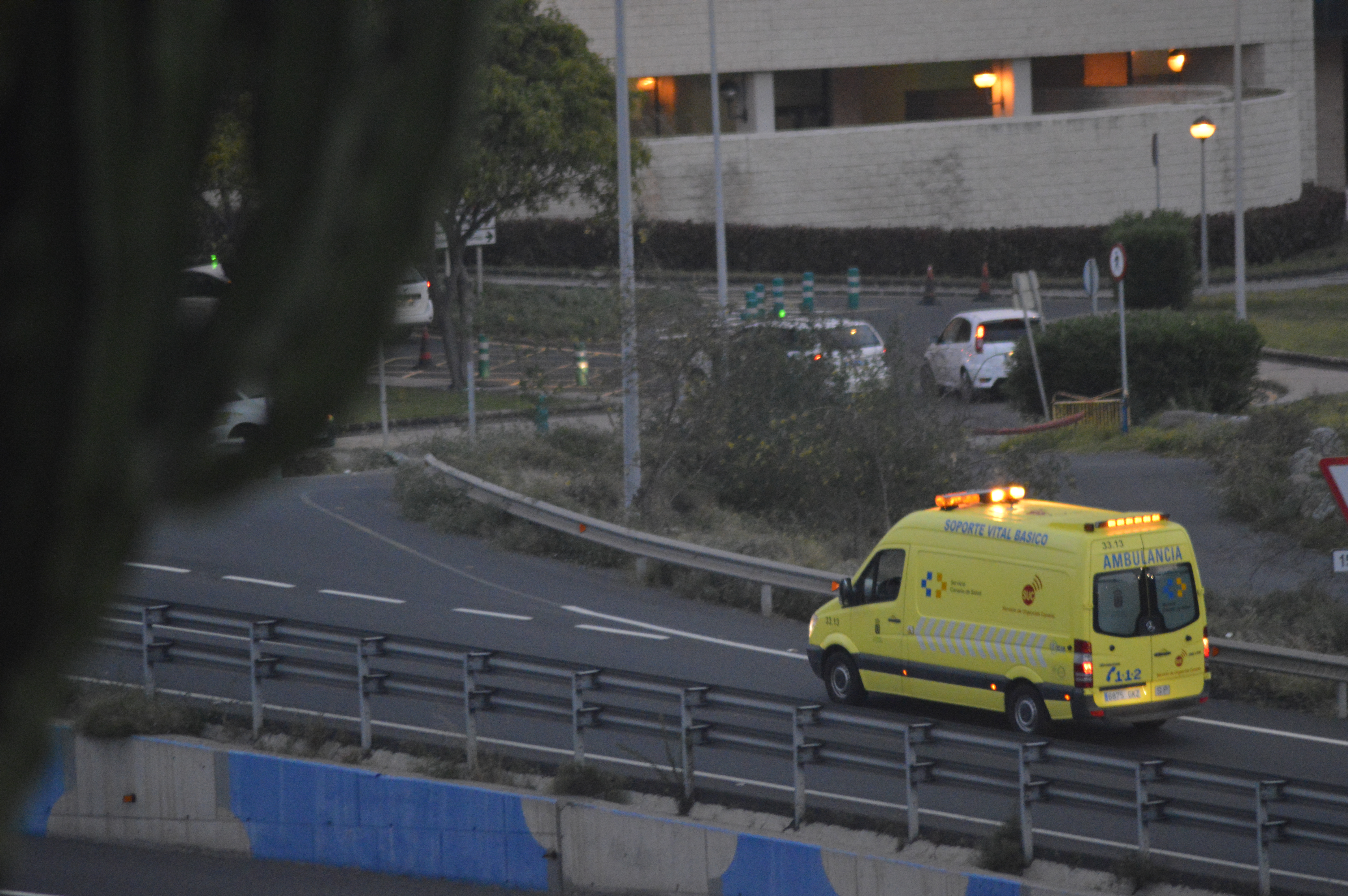
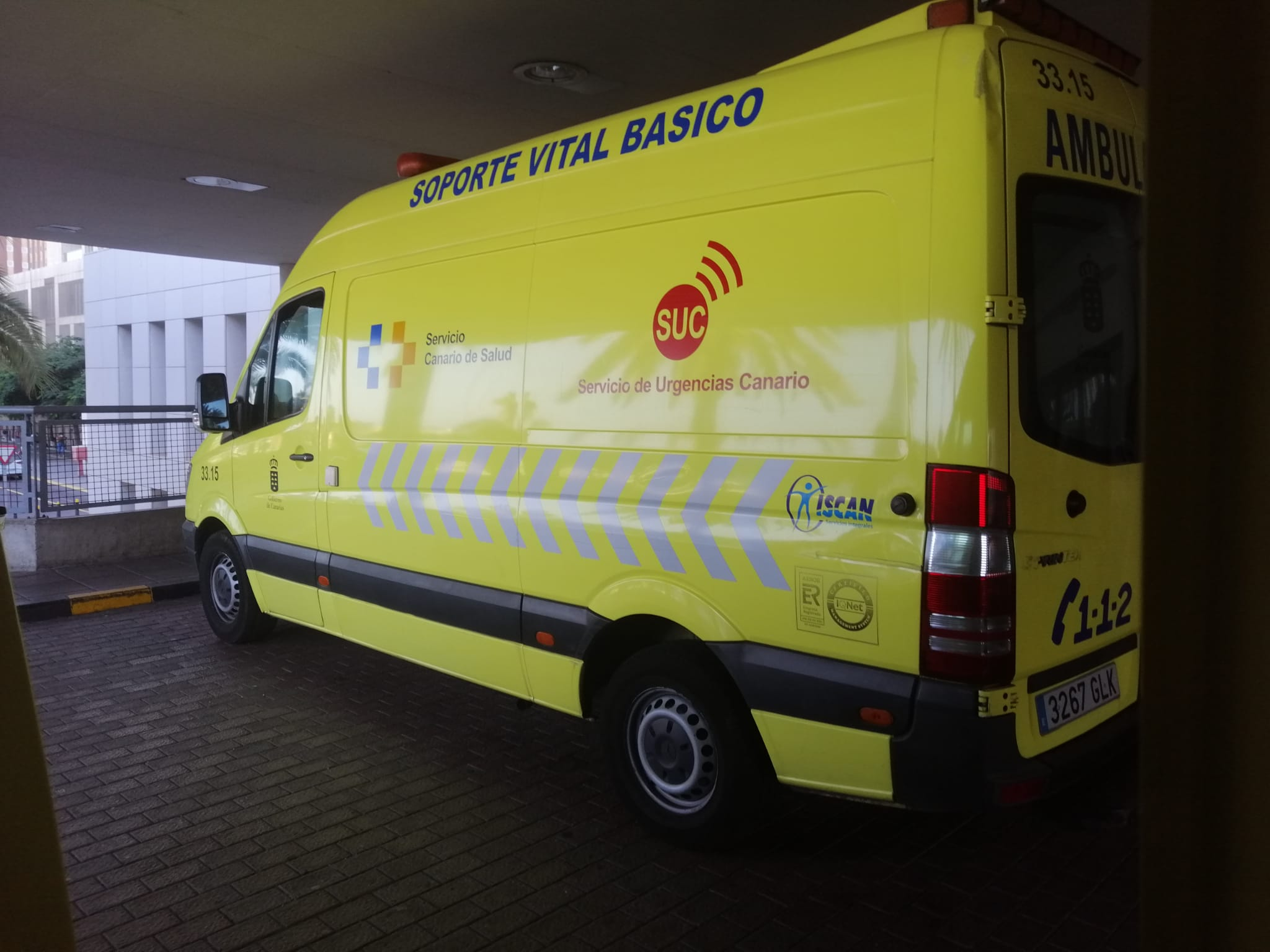
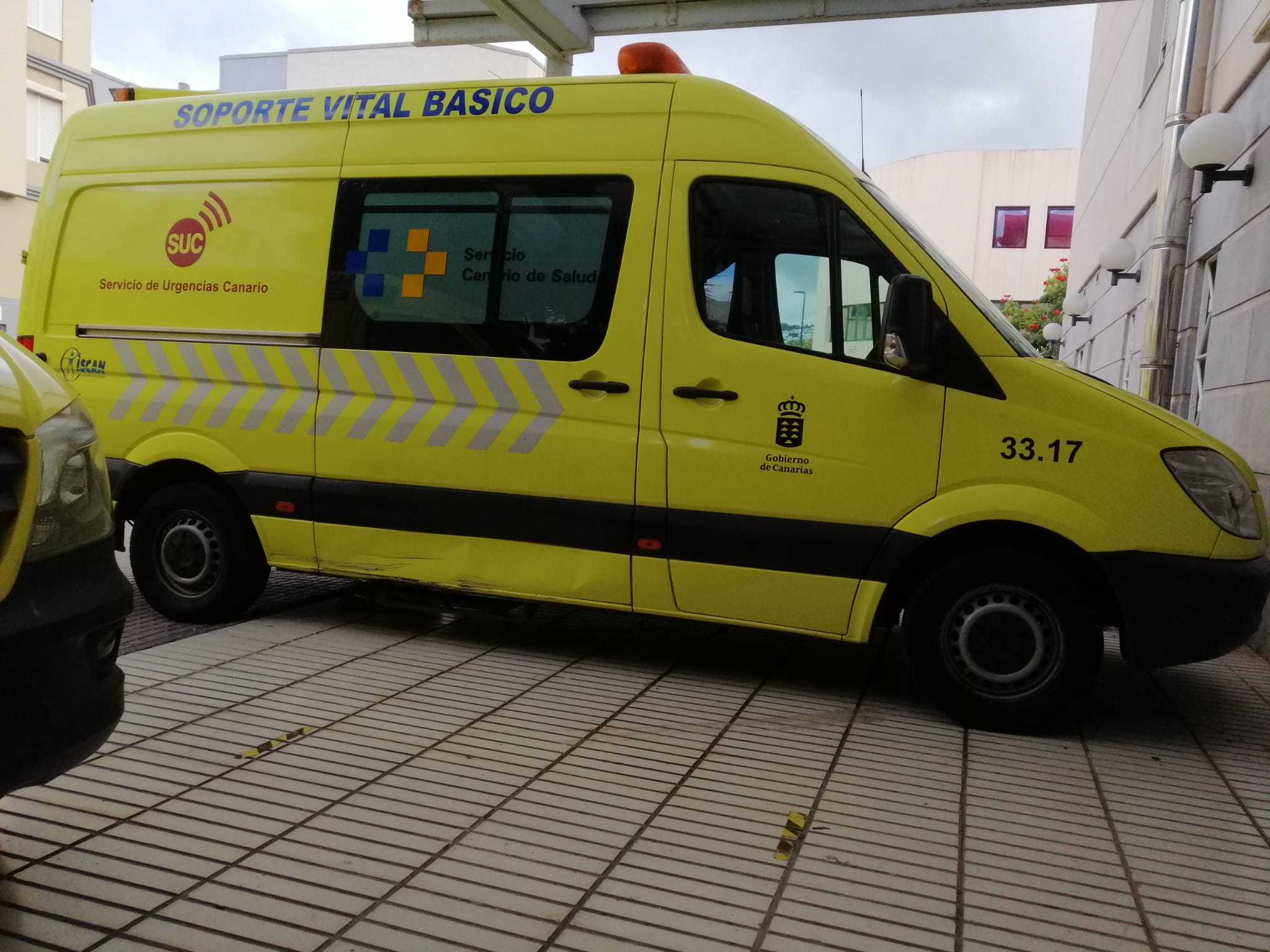
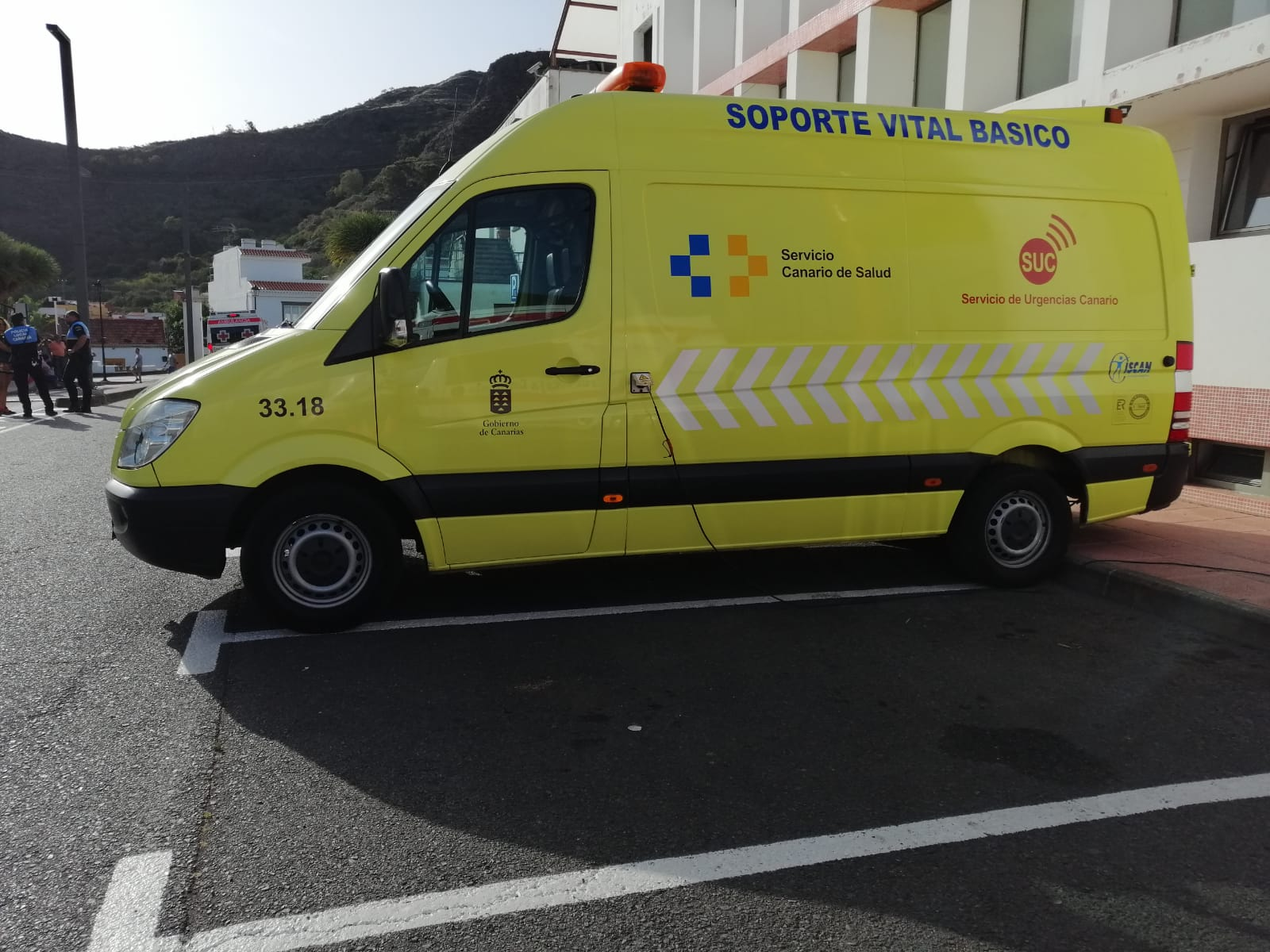